# USS Augusta (LCS-34)
Pour les articles homonymes, voir USS Augusta.
L'USS Augusta (LCS-34) est un littoral combat ship de classe Independence de l’United States Navy,. Il est le deuxième navire à être nommé d’après Augusta (Maine).

## Conception
En 2002, l’US Navy a lancé un programme visant à développer le premier d’une flotte de littoral combat ships. La Navy a d’abord commandé deux navires à coque trimaran à General Dynamics, qui sont devenus connus sous le nom de navires de combat côtiers de classe Independence, d’après le premier navire de la classe, l’USS Independence. Les navires de combat côtiers aux numéros pairs de l’US Navy sont construits à l’aide de la conception de trimaran de classe Independence, tandis que les navires aux numéros impairs sont basés sur une conception concurrente, le navire de combat côtier monocoque conventionnel de classe Freedom. La commande initiale de navires de combat côtiers concernait un total de quatre navires, dont deux de la classe Independence. Le 29 décembre 2010, la Navy a annoncé qu’elle attribuait à Austal USA un contrat pour la construction de dix navires de combat côtiers supplémentaires de classe Independence,.

## Carrière
L’USS Augusta a été construit à Mobile (Alabama) par Austal USA. Austal USA a livré le navire à la Navy à Mobile le 12 mai 2023. L’USS Augusta a été baptisé le 17 décembre 2022. Sa devise est Protecting the Frontier (Protéger la frontière). Il a rejoint la flotte active lors d’une cérémonie de mise en service à Eastport (Maine), le 30 septembre 2023. L’USS Augusta est arrivé à son port d'attache de San Diego le 30 octobre 2023.